# Mertendorf (Saxônia-Anhalt)
Mertendorf é um município da Alemanha, situado no distrito de Burgenlandkreis, no estado de Saxônia-Anhalt. Tem 27,43 km² de área, e sua população em 2019 foi estimada em 1.639 habitantes.